# Ernst Wilhelm Nay

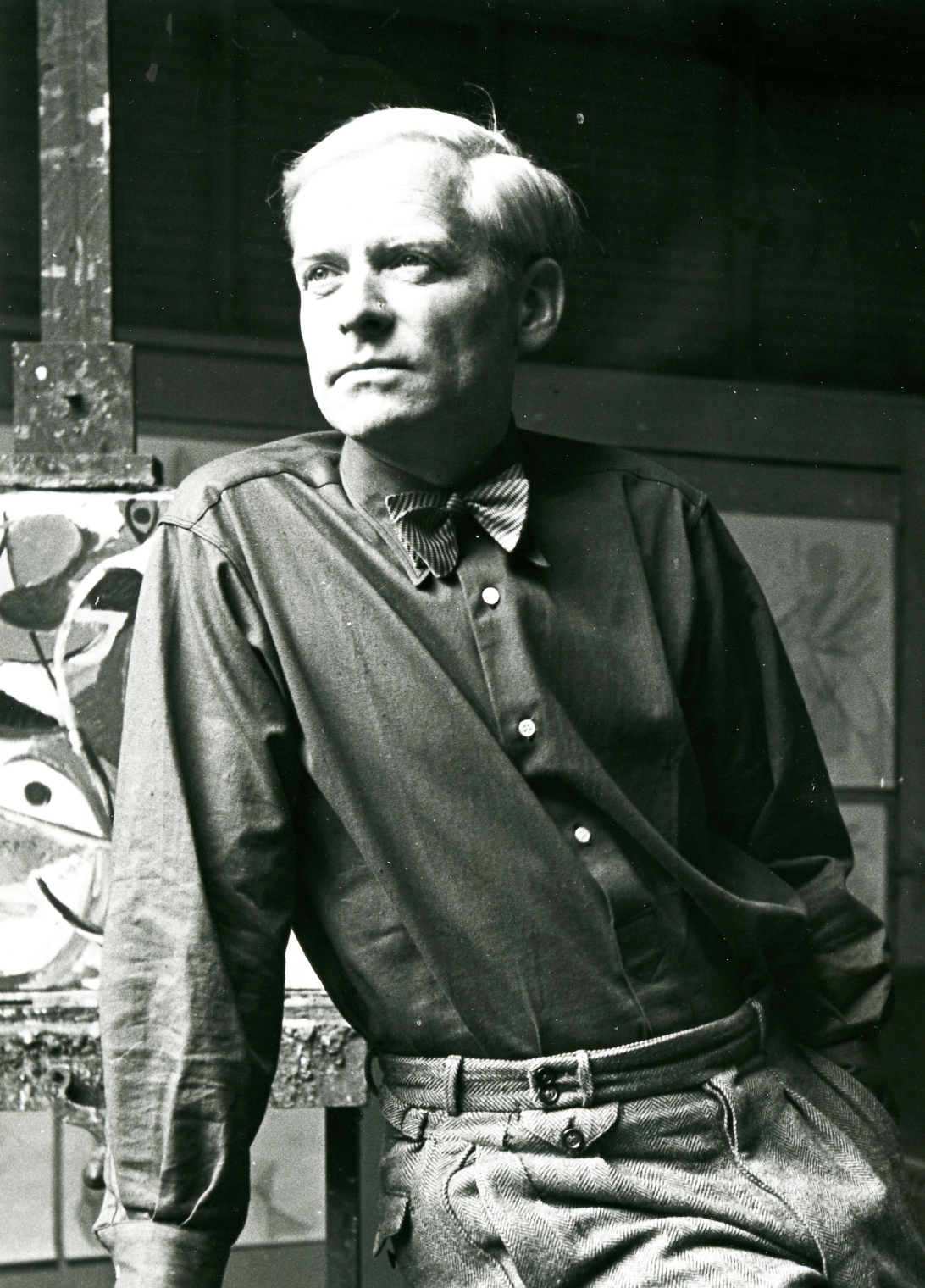
Nay in seinem Hofheimer Atelier, 1948

Ernst Wilhelm Nay (* 11. Juni 1902 in Berlin; † 8. April 1968 in Köln) war ein deutscher Maler und Grafiker der klassischen Moderne. Er gilt als einer der bedeutendsten Maler der deutschen Nachkriegskunst.

## Biographie
Ernst Wilhelm Nay stammte aus einer Berliner Beamtenfamilie. Er wurde als zweiter Sohn von sechs Kindern geboren. Sein Vater Johannes Nay fiel 1914 als Hauptmann in Belgien. Seine humanistische Schulausbildung schloss Nay 1921 mit dem Abitur an der Landesschule Pforta in Thüringen ab. Aus dieser Zeit stammen die ersten Malversuche und es wuchs sein Interesse an Kunst. Im selben Jahr begann Nay eine Buchhandelslehre in der Berliner Buchhandlung Gsellius, die er nach einem Jahr wieder abbrach. Danach schlug er sich mit Gelegenheitsjobs durch und begann Selbstbildnisse und Landschaften zu malen. Im Sommerquartal 1923 besuchte Nay als Hospitant Aktzeichenkurse bei Carl Mikelait und Otto Marcus sowie einen Tierzeichenkurs bei Heinrich Homolka an der Unterrichtsanstalt des Kunstgewerbemuseums Berlin.
Mit drei seiner autodidaktisch gemalten Bilder (Bildnis meiner Mutter, 1924, WV 3, Bildnis Ruth, 1924, WV 4, und Bildnis Franz Reuter, 1925, WV 6) stellte er sich 1924 bei Karl Hofer (1878–1955) an der Hochschule für die Bildenden Künste in Berlin vor. In seinen Regesten zu Leben und Werk, aufgezeichnet 1958, erinnert sich Nay: „Mit diesen drei Bildern fuhr ich eines Sonntags zu Hofer und zeigte sie ihm. Er war von dem Bildnis des jungen Mannes sehr begeistert und bestimmte, ich solle es auf die Akademie-Ausstellung am Pariserplatz geben, die Frühjahrausstellung. Die war damals die beste moderne Ausstellung in Berlin.“ Hofer erkannte Nays Begabung, vermittelte ihm ein Stipendium und nahm ihn ab dem Sommersemester 1925 in seine Malklasse an den Vereinigten Staatsschulen für freie und angewandte Kunst in Berlin auf. An der Hochschule lernte Nay seine spätere Frau Helene (Elly) Kirchner (1901–1986) kennen, die dort als Modell tätig war. 1928 macht Nay eine erste Studienreise nach Paris. Er beendete sein Studium im Sommersemester 1929 als Meisterschüler Hofers.
1930 vermittelte der Kunsthistoriker Carl Georg Heise (1890–1979) Nay ein Stipendium für einen Aufenthalt auf der dänischen Insel Bornholm, wo er die sogenannten „Strandbilder“ schuf. Ein Jahr später erhielt er durch die Preußische Akademie der Künste ein Stipendium für einen neunmonatigen Aufenthalt an der Deutschen Akademie (Villa Massimo) in Rom, wo kleinformatige, surrealistisch-abstrakte Bilder entstanden. 1932 heirateten Nay und Elly Kirchner. Im folgenden Jahr beteiligte er sich an der Ausstellung „Lebendige deutsche Kunst“ in den Galerien Alfred Flechtheim und Paul Cassirer. In einem Hetzartikel der Nationalsozialisten im Völkischen Beobachter vom 25. Februar 1933 wurde sein Bild Liebespaar (1930, WV 86) als „Meisterwerk der Gemeinheit“ verhöhnt. Bei Sommeraufenthalten 1935 und 1936 an der Ostsee in Vietzkerstrand (Pommern) entstanden großformatige Rohrfederzeichnungen, die sogenannten „Fischerzeichnungen“ und später im Atelier die sogenannten „Dünen- und Fischerbilder“. Im Jahr 1937 wurden zwei seiner Ölgemälde (Fischerboote an der Hafenmole, 1930, WV 81 und Fischerdorf Tejn auf Bornholm, 1930, WV 83) in der Ausstellung „Entartete Kunst“ gezeigt. Durch die Vermittlung von C. G. Heise erhielt Nay eine finanzielle Unterstützung von dem Maler Edvard Munch (1863–1944), was ihm eine Reise auf die norwegischen Lofoten ermöglichte, wo er großformatige Aquarelle malte. Nach den Motiven dieser Aquarelle entstanden später, im Berliner Atelier, die sogenannten „Lofoten-Bilder“ (1937–1938).
Ende 1939 erreichte Nay der Einberufungsbefehl. Zunächst gelangte er als Infanterist nach Südfrankreich, dann in die Bretagne. 1942 wurde er als Kartenzeichner nach Le Mans versetzt. Dort erfuhr Nay eine weitere Ambivalenz seiner Lebenssituation. Er, der im eigenen Lande als „entarteter“ Maler verfemt war, erlebte hier im besetzten Frankreich wohltuende Hilfsbereitschaft, Freundschaft und unerwartete Wertschätzung seiner Malerei durch französische Intellektuelle. Hier lernte er auch den Amateurbildhauer Pierre de Thérouanne kennen, der ihm sein Atelier zur Verfügung stellte und Malmaterial besorgte. In jenen Jahren entstanden einige kleinere Ölbilder und vor allem Arbeiten auf Papier: „Der Krieg kam, schließlich zog ich ein erträgliches Los, wurde Kartenzeichner in einem Stab. Obergefreiter. Ich habs nie weiter gebracht, ich war allzu unmilitärisch. Ich konnte sogar zuweilen malen in Frankreich. Es entstanden Aquarelle, Gouachen und später auch Bilder. Es kamen glückhafte Malereien zutage, fern aller Tages- und Kriegsfragen und doch nicht idyllisch.“ Im Mai 1945 wurde Nay nach kurzer Gefangenschaft von den US-Amerikanern entlassen. Weil seine Berliner Wohnung, die ihm zugleich als Atelier gedient hatte, bei einem Bombenangriff 1943 zerstört worden war, zog er nach Hofheim am Taunus und konnte dort, durch Vermittlung der Sammlerin und Kunsthändlerin Hanna Bekker vom Rath (1893–1983), ein kleines Atelierhaus beziehen. Doch unabhängig davon, dass Werke von ihm aus deutschem Museumsbesitz beschlagnahmt und zwei auf der Ausstellung "Entartete Kunst" diffamiert wurden, bekannte Nay in einer Erklärung an die Reichskulturkammer 1934, dass „abstrakte Kunst ein Unsinn“ sei, weshalb er nach einer „dem deutschen Wesen angemessenen Formung“ suche, und forderte 1938 in Abgrenzung zum Expressionismus, dass „wir Deutschen […] unsere eigene Kunst“ entwickeln sollten. Während seiner Zeit als Soldat in Frankreich pflegte er regelmäßig Kontakt zu Ernst Jünger, Carl Schmitt und Hans Lühdorf, die in verschiedenen Funktionen eng mit dem nationalsozialistischen Regime beziehungsweise dessen Ideologie verbunden waren.
Dort schuf Nay von 1945 bis 1949 die sogenannten „Hekatebilder“, denen ab 1949– 1951 die „Fugalen Bilder“ folgten. Bereits 1946 war er Elisabeth Kerschbaumer, der Assistentin seines Galeristen Günther Franke in München begegnet, die er 1949 nach einvernehmlicher Scheidung von seiner ersten Frau Elly heiratete. 1950 fand eine erste Retrospektive des Künstlers in der Kestner-Gesellschaft in Hannover statt. Ein Jahr später übersiedelte er nach Köln, das bis zu seinem Tod 1968 sein Lebensmittelpunkt blieb. Im Jahr 1953 zeichnete er einen abstrakten Film („Eine Melodie, Vier Maler“, Regie: Herbert Seggelke) zusammen mit Jean Cocteau, Gino Severini und Hans Erni. In dieser Zeit entstanden auch die „Rhythmischen Bilder“ (1952–1953).
In den wohl bekanntesten Bildern des Künstlers, den sogenannten „Scheibenbildern“ (1954–1962), wurde die Kreisform der Scheibe in allen Abwandlungen zum dominierenden Motiv. Das prominenteste Beispiel dafür ist das 1956 entstandene Freiburger Bild (2,55 × 6,55 m), das Nay als Wandbild für das Chemische Institut der Albert-Ludwigs-Universität Freiburg malte. In einem Brief an Werner Haftmann vom 13. August 1960 schrieb Nay: „Das ‚Freiburger Bild‘ ist das Bild nach der Zeit der Struktur als Zeichnung, nach der Zeit der Struktur als Materie, nach der Zeit der Struktur der Monochromie, dieser Urstufe der Struktur als Farbe. Das ist eben meine Kunst, meine Malerei, meine Sache […]“
1955 veröffentlichte Nay seine manifestartige Schrift Vom Gestaltwert der Farbe. In jener Zeit fand sein Schaffen bald auch internationale Resonanz: 1955 wurde die erste Einzelausstellung in den USA gezeigt, ein Jahr später präsentierte Nay seine „Scheibenbilder“ als Einzelausstellung im deutschen Pavillon auf der Biennale in Venedig. Er nahm an den drei ersten documenta-Ausstellungen documenta I (1955), II (1959) und III (1964) in Kassel teil. Im Jahr 1960 publizierte der deutsche Kunsthistoriker Werner Haftmann (1912–1999) die erste umfassende Nay-Monographie, die in engem Kontakt zum Künstler entstanden war.
Zwischen 1963 und 1964 entwickelte Nay die sogenannten „Augenbilder“. Aus dieser Werkphase stammen auch die auf Anregung des damaligen documenta-Direktors Arnold Bode (1900–1977) gemalten, 4 × 4 m messenden sogenannten „documenta-Bilder“, die während der documenta III unter der Decke hängend präsentiert wurden (diese drei Bilder befinden sich heute als Dauerleihgabe im Bundeskanzleramt in Berlin).
Ab 1965 entstanden die „Späten Bilder“ Nays, an denen der Künstler bis zum Ende seines Lebens arbeitet. 1968 vollendete er die Entwürfe für das „Keramische Wandbild“ im Kernforschungszentrum Karlsruhe, das erst posthum realisiert wurde. Anfang April entstand das letzte Gemälde, Weiß-Schwarz-Gelb (WV 1303). Kurz darauf starb Nay 65-jährig in seinem Kölner Haus an Herzversagen. Seine Grabstätte befindet sich auf dem Kölner Melaten-Friedhof (Flur 43). In diesem Grab wurde später auch seine zweite Ehefrau Elisabeth geb. Kerschbaumer (1927–2020), die sich nach erneuter Heirat Nay-Scheibler nannte, beigesetzt.

## Werk
Die folgenden Ausführungen basieren hauptsächlich auf den Einführungstexten zu den verschiedenen Werkphasen von Elisabeth Nay-Scheibler im Werkverzeichnis der Ölbilder.

### Frühe Bilder (1922–1933)

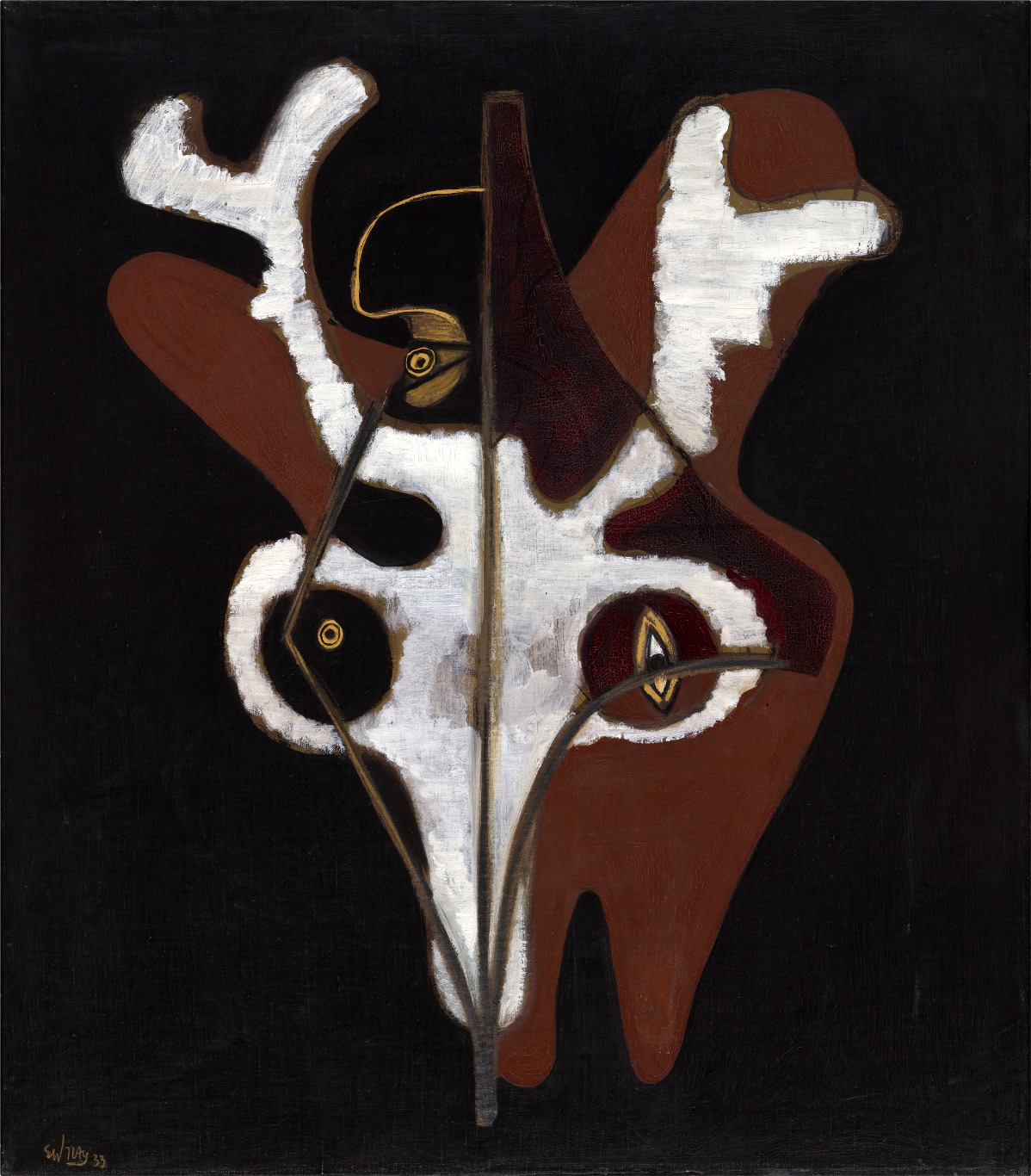
Ernst Wilhelm Nay: Elchkopf, 1933, Öl auf Leinwand, 81 × 70 cm, WV 139

Die frühen Bilder Nays zeigen autodidaktisch gemalte Landschaften und Porträts seiner engeren Umgebung, in denen noch Einflüsse von Henri Matisse (1869–1954) und seines Lehrers Karl Hofer erkennbar sind. Einen besonderen Platz nimmt das Gemälde Bildnis Franz Reuter (WV 6) von 1925 ein, „das Bild, an dem Nay bewusst wurde, ein Maler zu sein.“ Bereits zu dieser Zeit fällt auf, dass Nay nicht an naturalistischer oder psychologischer Beschreibung interessiert war, sondern das eigentlich Malerische suchte. Seine Anlage zur Abstraktion wird bereits an den Details der Bilder sichtbar. Während seines neunmonatigen Aufenthalts in Rom 1931/1932, hatte Nay kaum Augen für die „klassische“ Kunst dieser Stadt, sondern begann auf sich gestellt an eigenartig surrealen, kleinformatigen Stillleben mit Larven, Muscheln oder Würmern zu arbeiten (Große Muschel mit Männern, 1932, WV 110; Fliehende Würmer, 1932, WV 128). In seinen Regesten zu Leben und Werk erinnerte er sich an diese Zeit: „[…] 1931/32 war ich an der Deutschen Akademie in Rom, ärgerlich, weil ich in der Schulzeit vollgestopft worden war mit den Relikten der humanistischen Bildung […]. Ich malte surreale formale Bilder, wohl aber doch eigene und im ganzen Verlauf meiner Kunst durchaus einzubauende Bilder.“

### Dünen- und Fischerbilder (1934–1936)
Mit seinen mythischen Tierbildern, die um 1934 entstanden und den „Dünen- und Fischerbildern“ vorangehen (Weißer Stier, 1934, WV 148; Mandrill, 1934, WV 153), suchte Nay einen neuen Weg der Bildgestaltung. Durch schwarze Linien verfremdete Tierformen werden oft von einfachen Symbolformen begleitet, wie etwa dem Kreis als Sonnen- und Mondzeichen. Angeregt durch Sommeraufenthalte an der Ostsee, wo er ein einfaches Leben mit den Fischern führte, erkannte Nay im ständigen Auf und Ab des Wellengangs eine Urform der Dynamik (Dünenlandschaft, 1935, WV 175). Schon in prähistorischer Zeit gilt die Wellen- oder Schlangenlinie mit ihren abwechselnd nach oben und unten schwingenden Bögen als Zeichen der ewigen Bewegung von Tod und Wiedergeburt. Unspekulativ – aus der reinen Anschauung – übertrug Nay diesen Formenduktus der Bewegung auf Dünen- und nächtliche Meerbilder (Nächtliches Meer, 1935, WV 182). In zahlreichen großformatigen Rohrfederzeichnungen, die die Ein- und Ausfahrten der Boote und die Tätigkeit der Fischer in freie Linienkunst übersetzen, bereitete Nay seine sogenannten „Dünen- und Fischerbilder“ vor. Auch diese zeigen eine starke Dynamik, die in der Bewegung der Dünung, aber auch in den kontrastierenden Vertikalen der Bootsmasten und Segel zum Ausdruck kommt (Ostseefischer I, 1935, WV 189). Die Figuren der Fischer sind stark abstrahiert; ihre kugel- oder dreiecksförmigen Köpfe zeigen jeweils in der Mitte nur ein einzelnes punktförmiges Auge.

### Lofoten-Bilder (1937–1938) und Bilder von 1939
Mit Beginn der Herrschaft der Nationalsozialisten verschlechterte sich Nays Lebenssituation erheblich. Seine Bilder wurden als „entartet“ diffamiert und er erhielt Ausstellungsverbot. Auch Arbeitsmaterialien (Leinwände, Farben etc.) durfte er nicht mehr kaufen. Zu den materiellen Sorgen dieser Jahre kamen die seelischen Belastungen hinzu, die vor allem aus den unterbundenen Kontaktmöglichkeiten resultierten. Aus dieser bedrückenden Situation half C. G. Heise, indem er Nay zwei Aufenthalte auf den norwegischen Lofoten vermittelte, die für Nays künstlerische Entwicklung große Bedeutung hatten: „Die bizarren Formationen der Berge und Fjorde, das glasklare Licht, die schattenlos leuchtenden Farben des hohen Nordens und die urtümliche Welt der Fischer und Walfänger verfehlten nicht ihre Wirkung auf Nay. Er fand sich hier einer Natur gegenüber, die weitgehend seiner eigenen entsprach. Mit diesem Erlebnis brach seine Anlage zur Farbe ganz auf […].“ Auffällig ist vor allem die im Vergleich zu den vorangegangenen Werken der „Lofoten-Bilder“ veränderte Farbigkeit. Nay wählte expressive Farben und setzte z. B. anstelle von Wolken starkfarbige Flecke in die Himmel der Landschaften, die in Verbindung mit den übrigen Farben des Bildes die räumliche Hintergrundwirkung des Himmels aufheben (Lofotenlandschaft, 1937, WV 218; Menschen in den Lofoten, 1938, WV 226). Die fast immer vorkommenden Menschen werden in rhythmisch-dynamische Abstraktionen aufgelöst (Menschen in den Lofoten, 1938, WV 240). Als abstrahierte Figuren werden sie zu expressiven Farbsigneten, wobei Landschaft und Figur als gleichwertige Elemente der chromatischen Bildgestaltung erscheinen.

### Frankreich-Bilder (1940–1944)
Die meisten Werke aus der Frankreichzeit zeigen thematisch legendäre Szenen, in denen abstrahierte Figuren in ein überpersönliches, tragisches oder euphorisches Geschehen eingebunden erscheinen. Auch die Titel, wie Eduards Tod I–IV (1943, WV 311-314) oder Der Engel (1944, WV 323), reflektieren die Gleichzeitigkeit von Todesnähe und Lebensfülle. Die eigenartig gestalteten Kopfformen und die durch einen Strich als geschlossen markierten Augen erinnern an Totenschädel (Liegende, 1943, WV 316). Im Gegensatz dazu steht die harmonisch-warme Farbgebung dieser Bilder, in denen Nay jetzt erstmals Gelb als dominante Farbe wählte und häufig mit hellem Rot kombinierte, wodurch er einen leuchtenden, lebensvollen Farbklang erreichte. Um die sonst perspektivisch erscheinenden Zwischenräume seiner intensiv farbigen und dichten Bildkompositionen flächig zu überbrücken, erfand er ein Motiv abwechselnd sich wiederholender Schachbrettmuster; ein Gestaltungselement, das er auch später immer weiter verwendete. Nay schrieb in seinen Regesten: „Jene Bilder aus dem Krieg waren eigentlich etwas Einmaliges in meiner Kunst. Sie waren aus persönlichen Erlebnissen entstanden, an die ich mich klammerte, da ich alles andere nicht verstehen konnte, eine Konstellation, die es in meiner Kunst sonst nie gab.“

### „Hekate-Bilder“ (1945–1948)
Ab 1945, in Hofheim/Ts., entstanden die zahlreichen Werke der sogenannten „Hekate-Periode“. Im Spannungsfeld zwischen gerade noch erkennbarem figürlichem Motiv und fast schon gänzlich abstrakter Gestaltungsweise angesiedelt, markieren diese Werke eine neue Entwicklungsstufe in Nays Werk, in der sich beides spiegelt: die Tragik der jüngsten Vergangenheit und die aufkeimende Hoffnung jener ersten Jahre nach dem Krieg. Die Bezeichnung „Hekate-Bilder“ prägte Ernst Gosebruch (1872–1953) unter Bezugnahme auf Nays Bild Tochter der Hekate I (1945, WV 337), von dem Nay auch eine zweite, kleinere Fassung anfertigte (Tochter der Hekate II, 1946, WV 366). Bezeichnenderweise gibt es eine Tochter der Hekate – eine aus vorgriechischen Kulten stammende Zauberin, Mondgöttin und Göttin des Todes – in der griechischen Mythologie nicht. Diese ist eine Verfremdung bzw. Erfindung von Nay, so wie auch die Titel insgesamt aus dieser Werkperiode, in denen häufig antike oder biblische Themen anklingen, nicht abbildhaft oder gar illustrativ, sondern „als metaphorische Brücke“ zu seinen verschlüsselten Motiven zu verstehen sind. Auffallend ist auch die veränderte Malweise Nays in dieser Zeit: Der Farbauftrag wurde pastoser und bei vielen Bildern wählte Nay eine deutlich dunklere Palette. Rückblickend schrieb er selbst zu diesen Werken: „Da kamen wieder sehr starke formale Ideen zum Vorschein, die sich mit mythisch-magischen verbanden. Bilder, dick gemalt, die von Jahr zu Jahr, je älter sie werden – umso schöner werden. Wo ich ihnen begegne, bin ich davon entzückt. Aber ich bin ein Mensch der Gegenwart, den die Gegenwart auch in seinem Leben bestimmt.“

### „Fugale Bilder“ (1949–1951)
Zeigten die „Hekate-Bilder“ noch Nays Verarbeitung der Kriegs- und ersten Nachkriegsjahre, so wirken seine „Fugalen Bilder“ wie ein Neubeginn seiner Kunst. Durch Nays zweite Eheschließung 1949 veränderte sich auch seine persönliche Lebenssituation. Im Sommer 1949 schuf er in Worpswede eine Serie von zehn Farblithographien (verlegt von Michael Hertz in Bremen). Diese Technik zwang ihn, sein Formvokabular in seine Bestandteile zu zerlegen, was Nay zu einer formalen Verwandlung seiner Malerei anregte: Klar konturierte Schleifenformen, häufig begleitet von Punkten und Dreiecksformen, bestimmen jetzt die bildnerischen Motive und lösen die ins Mythische eingebundenen Formen der Hekate-Bilder ab. Die Titel dieser Bildreihe, in denen oft das Wort „Figurale“ enthalten ist (Figurale-Odaliske, WV 477, Figurale-Jota, WV 500), deuten darauf hin, dass trotz fortschreitender Abstraktion der Mensch das Thema dieser Werke bleibt. Da sie stärker noch als die „Hekate-Bilder“ zwischen Abstraktion und Gegenständlichkeit oszillieren, blieben sie in der Wahrnehmung des Publikums weitgehend unverstanden.

### „Rhythmische Bilder“ (1952–1953)
Ende 1951 ging Nay nach dem immer noch von Kriegsschäden gezeichneten Köln und bezog dort eine Dachwohnung in der Wiethasestraße in Köln-Braunsfeld. Auf diesen Wechsel von einem ländlichen Domizil in die urbane, lebhafte Aufbruchssituation der rheinischen Großstadt reagierte er mit einer neuen, nun völlig gegenstandslosen Bildgestaltung. Auch unter dem Einfluss musikalischer Anregung (Köln war damals schon bekannt für seine bedeutenden Konzerte Neuer Musik) entstanden jetzt Bilder, in denen sich die klaren Konturen der „Fugalen Bilder“ in einem heftig bewegten Rhythmus auflösen, der sich in kleinteiligeren, stärker spontan und gestisch gesetzten Farbformen ausdrückt, die meist von schwarzen Linienstrukturen begleitet werden. Die Musikalität dieser Bilder spiegelt sich in ihren Titeln: Vokalklang (1952, WV 604), Silbermelodie (1952, WV 600) oder Schwarze Rhythmen, Rot zu Grau (1952, WV 629). Rückblickend auf diese Zeit schrieb Nay 1962: „Besonders an der absoluten Tonsetzung und den oft ausgedehnten Negativformen der Musik Weberns fand ich ein direktes Interesse. Das war um 1950 herum. Später kamen die Kompositionen der seriellen und punktuellen Musik hinzu. Neben Dallapiccola und Nono beeindruckt mich Boulez am meisten. Dieser wegen seiner ausgiebigen Arbeit in der elektronischen Musik, deren Technik ich hier in Köln kennenlernte.“

### „Scheibenbilder“ (1954–1962)

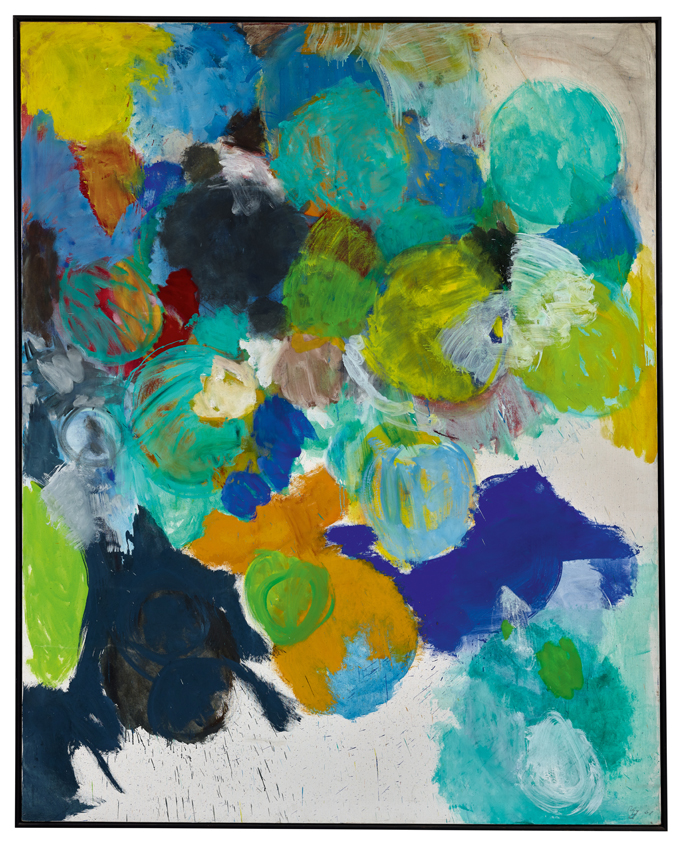
Ernst Wilhelm Nay: Lob des Grün, 1961, Öl auf Leinwand, 240 × 190 cm, WV 992

In seiner wohl bekanntesten, längsten und bis heute erfolgreichsten Schaffensperiode machte Nay die Rundform der Scheibe – in allen ihren Variationen – zum Hauptmotiv seiner Malerei, die er jetzt auch verstärkt theoretisch reflektierte. 1955 veröffentlichte er seine Schrift Vom Gestaltwert der Farbe, in der er die Grundlagen seines „ersten Systems“ der „punktuellen Setzung“ der Farbe darlegt. Wie Nay die „Scheibe“ als zentrales Gestaltungselement entdeckte, beschrieb er selbst so: „So fing ich mit sehr harmlosen neuen Versuchen an und stellte fest: Wenn ich mit einem Pinsel auf die Leinwand gehe, gibt es einen kleinen Klecks, vergrößere ich den, dann habe ich eine Scheibe. Diese Scheibe tut natürlich auf der Fläche schon eine ganze Menge. Setze ich andere Scheiben hinzu, so entsteht ein System von zumindest farbigen und quantitativen Größenverhältnissen, die man nun kombinieren und weiterhin zu größeren Bildkomplexen zusammenbauen könnte.“
Nachdem Nay die Scheiben anfangs noch mit graphischen Elementen kombiniert hatte, wurden sie ab 1955 zum alleinigen Bildmotiv und es entstanden die aus heutiger Sicht „klassischen“ Werke dieser Periode. Ab 1957/1958 veränderte er die äußere Erscheinungsform seiner Scheiben, indem er sie zunächst in ihren Konturen offener und weicher gestaltete (Rondo, 1958, WV 871), dann mehr aus der kreisenden Bewegung des Pinsels heraus entwickelte (Chorisch Grau, 1960, WV 971) und schließlich mit teils heftiger Gestik „durchzustreichen“ begann (Ekstatisches Blau, WV 990, 1961). Dahinter stand, dass Nay spürte, dass er sein bis dahin stringent durchgehaltenes System der punktuellen Setzung der Farbe irgendwann auch wieder „eröffnen“ bzw. „überwinden“ musste, um nicht in einer „modernen Akademie der Malerei“ stecken zu bleiben.

### „Augenbilder“ (1963–1964)
Das spontane Durchkreuzen der Scheiben führte Nay um 1962/1963 zur Entdeckung des Augenmotivs, das als Weiterentwicklung der „Scheibe“ nun für zwei Jahre das Bildgeschehen der sogenannten „Augenbilder“ bestimmte (Augen, 1964, WV 1092). Dabei ist es angesichts der vom Künstler angestrebten „Eröffnung“ bezeichnend, dass mit diesem Motiv des „Auges“ erstmals seit Jahren wieder etwas sichtbar an den Menschen Gemahnendes auftauchte. Dieses Ur-Thema, das Schauen und Angeschaut-werden vereint und in archetypischen Symbolen magische Kräfte und bannende Abwehr verheißt, aber auch Licht und spirituelle Bewusstheit symbolisiert, bedeutete für Nays völlig gegenstandslose Bildgestaltung eine große Herausforderung. Doch verzichtete er nicht auf die Assoziation der magischen Ausstrahlung dieser gegenständlichen Form, sondern brachte die Wirkung der großangelegten Augenformen seiner Bilder ins Gleichgewicht mit einer überaus bewegten, abstrakten Formsprache, die er in eine sich leidenschaftlich entfaltende Chromatik einband. Alle Register einer stark kontrastierenden Farbigkeit, wie auch die Betonung zart-heller und dunkelfarbiger Gegensätze brachte Nay in diesen Dialog ein und steigerte damit die Vitalität und Freiheit seiner Bildgestaltung. Doch trotz der neugewonnenen und temperamentvoll eingesetzten malerischen Freiheit ist den Details und der Gesamtkonzeption dieser Bilder eine kontrollierte Ordnung eigen.
In der Öffentlichkeit wurden die neuen und so ungewohnt expressiven Bilder Nays ambivalent wahrgenommen. Die drei „documenta-Bilder“ von 1964 (WV 1121, 1122 und WV 1123) wurden im sogenannten „documenta-Streit“ ausgesprochen kontrovers diskutiert und führten zu teils heftiger Polemik gegen Nay. Eines der „documenta-Bilder“ wurde im Pressesaal des deutschen Bundeskanzleramts aufgehängt. Während der Regierungszeiten von Gerhard Schröder und Angela Merkel wurde das Bild allerdings von einer Stellwand verdeckt.

### Späte Bilder (1965–1968)

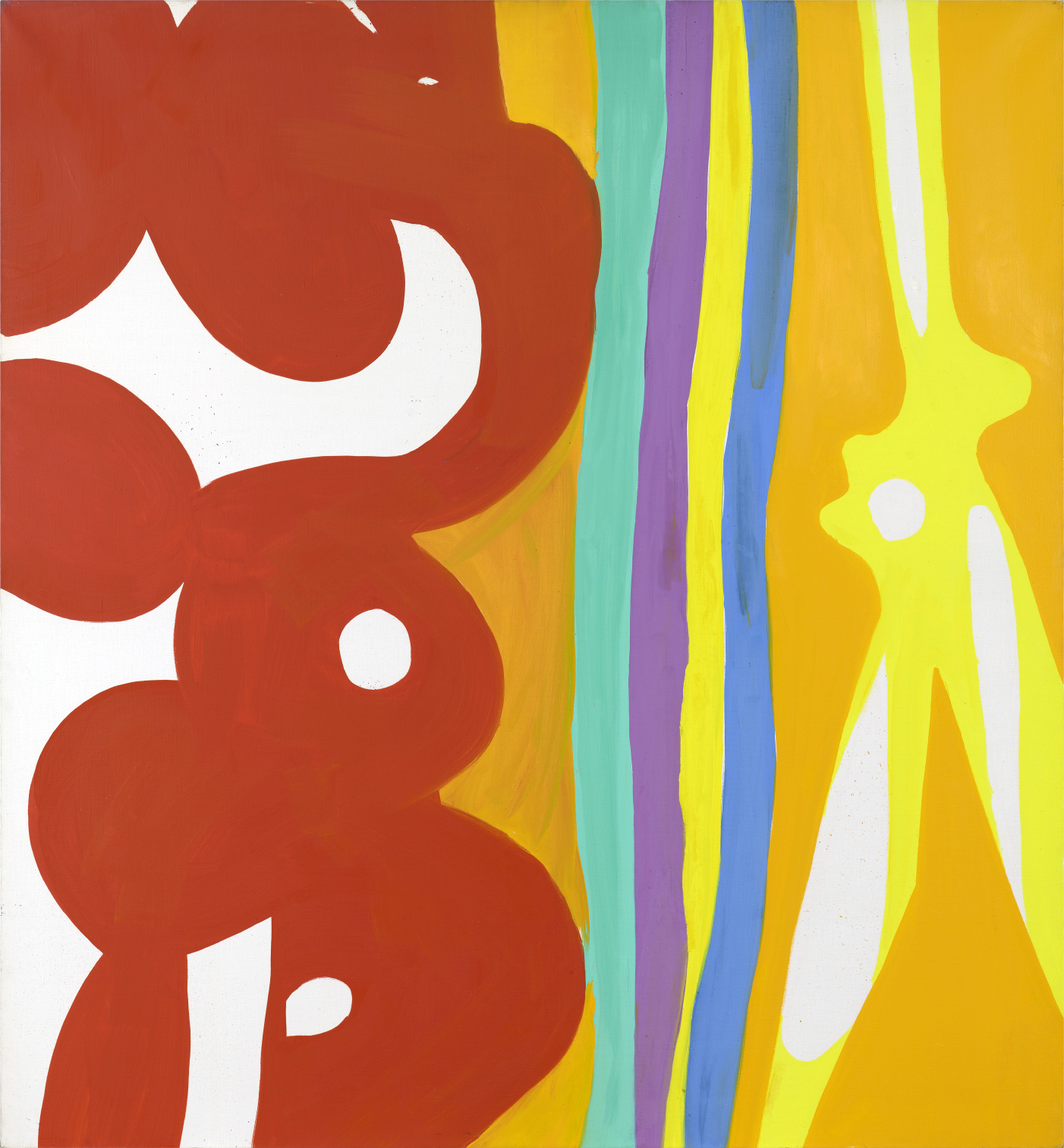
Ernst Wilhelm Nay: Rotfiguration, 1968, Öl auf Leinwand, 162 × 150 cm, WV 1301

Ab 1965 vollzog Nay eine letzte Wendung in seinem Werk: Er gab die „Monostruktur“ der „Scheibenform“ als dominierendes Gestaltungselement auf und entwickelte sein „zweites System“ der farbigen „Reihung“, für das nicht nur eine veränderte Malweise (der Farbauftrag wurde flüssig und gleichmäßig), sondern vor allem ein wieder aufgeweitetes und formal sehr klares Formenrepertoire charakteristisch ist. So dominieren nun präzise umrissene Spindelformen (Spindel – Rot, 1967, WV 1260), Ketten runder oder ovaler Scheiben (Rote Kette, 1965, WV 1180) sowie Bogenformen (Mit dunkelgrauer Bogenform, 1966, WV 1208) und Farbbänder, wobei sich häufig auch an Organisches erinnernde Assoziationen einstellen. In den letzten Bildern tauchen „figürliche“, teils an die Gestalt des Menschen erinnernde, Formationen auf, womit in diesen Bildern Nay zufolge eine jenseits des überkommenen Gegensatzes „abstrakt gegen real“ liegende, neue „bisher unbekannte Menschdarstellung“ bzw. ein „neues Anschauungsbild des Menschen“ ansichtig wird. Jenseits der Entgegensetzung „abstrakt“ oder „real“, fand Nay mit diesen Werken zu einer neuen, gleichsam dritten und von ihm selbst als „elementar“ bezeichneten Bildform, bei der das immer schon zentrale Thema seiner Kunst – der Mensch – auf gänzlich neue Weise ins Bild zurückkehrte. In seinem letzten noch von ihm selbst publizierten Aufsatz Meine Farbe schrieb er 1967: „Es ist ein Leben wert, soweit vorzudringen, dass das reale Farbbild entstehen kann und die Farbe dabei so klingt, dass ohne besondere Absicht des Künstlers Menschliches anschaubar wird, Menschliches und Kreatürliches in neuer, unbekannter Formulierung.“
Der schriftliche Nachlass liegt seit 1979 im Archiv für Bildende Kunst am Germanischen Nationalmuseum. Im September 2005 wurde die Ernst Wilhelm Nay Stiftung mit Sitz in Köln gegründet, die den künstlerischen Nachlass Nays betreut und verwaltet.

## Höchstpreise am Kunstmarkt
Die Preise für Werke Ernst Wilhelm Nays bei internationalen Auktionen variieren häufig stark. Im Mai 2011 erzielte das großformatige Gemälde „Chromatische Scheiben“ (1960, 190 × 340 cm, WV 976) 750.000 Euro (mit Käuferaufgeld 915.000 Euro).
Im Mai 2014 wurde das Ölbild „Komposition A“ (1953, 100 × 120 cm, WV 650) von dem Kölner Auktionshaus Van Ham für 204.800 Euro (inkl. Käuferaufgeld) versteigert. Das kleinformatige Gemälde „Badende Frauen“ (1939, 47 × 70 cm, WV 277) fand im Jahr zuvor beim Online-Auktionshaus Auctionata einen neuen Besitzer.
Im Dezember 2017 erzielte das Gemälde „Scheiben und Halbscheiben“ (1955, 120 × 161 cm, WV 745) bei Ketterer Kunst in München mit 2.312.500 Euro einen neuen Weltrekord. Das Auktionshaus Christie’s, New York versteigerte im Mai 2018 das 162 × 130 cm große Scheibenbild „Eisblau“ (1961, WV 999) aus der berühmten „Collection Peggy and David Rockefeller“, das einen Zuschlagpreis von 1.452.500 USD erzielte. Ernst Wilhelm Nays abstraktes Gemälde „Doppelspindel-Rot“ von 1967 erzielte bei Ketterer Kunst 2021 1,8 Millionen €. Das Auktionshaus Ketterer Kunst, München versteigerte 2023 das großformatige Bild „Motion“ (WV 1028) von 1962 aus der Sammlung des Galeristen Günther Franke, der zu den wichtigsten Sammlern und Förderern Nays zählt. Das große Scheibenbild erzielte einen Zuschlagpreis von 1.621.000 Millionen €.
Das Werk „Mit weißer Spindel“ erzielte beim Auktionshauses Lempertz in Köln 504.000 € (inkl. Aufgeld).

## Auszeichnungen und Ehrungen
- 1950: Ströher-Preis
- 1953: Premio Lissone, Goldmedaille
- 1955: Lichtwark-Preis der Freien und Hansestadt Hamburg
- 1956: Großer Kunstpreis des Landes Nordrhein-Westfalen für Malerei
- 1956: Mitglied der Akademie der Künste, Berlin
- 1960: Guggenheim-Preis, New York (deutsche Sektion)
- 1964: Berliner Kunstpreis
- 1967: Großes Verdienstkreuz der Bundesrepublik Deutschland

Im Jahr 2002 gab die Deutsche Post anlässlich seines 100. Geburtstages eine Sonderbriefmarke heraus.

## Ausstellungen (Auswahl)
- 1946: E. W. Nay, Galerie Gerd Rosen, Berlin
- 1948: Der Ruf. Dresdner Maler! Auswärtige Gäste!; Dresden[56]
- 1950: E. W. Nay (Retrospektive), Kestner-Gesellschaft, Hannover
- 1955: Ernst Wilhelm Nay, Kleemann Galleries, New York
- 1956: Ernst Wilhelm Nay. Deutscher Pavillon, 28. Biennale di Venezia, Venedig
- 1959: E. W. Nay (Retrospektive), Kunstverein für die Rheinlande und Westfalen, Düsseldorf
- 1964: I. Internationale der Zeichnung. Sonderausstellung Ernst Wilhelm Nay, Mathildenhöhe Darmstadt, Darmstadt
- 1964/1965: Ernst Wilhelm Nay. Gemälde 1955–1964, Kunstverein in Hamburg, Hamburg / Badischer Kunstverein, Karlsruhe / Frankfurter Kunstverein Steinernes Haus, Frankfurt a. Main
- 1969: E. W. Nay (Retrospektive), Wallraf-Richartz-Museum, Köln / Nationalgalerie, Berlin / Städelsches Kunstinstitut, Frankfurt a. Main / Kunstverein in Hamburg, Hamburg
- 1970: E. W. Nay. Bilder aus den Jahren 1935–1968 (Retrospektive), Museum Städtische Kunstsammlungen, Bonn
- 1976: Nay. Un Maestro del Color. Obras die 1950 a 1968, Museo de Arte Moderne, Instituto Nacional de Bellas Artes, Mexiko-Stadt
- 1980: E. W. Nay. Bilder und Dokumente (Retrospektive), Germanisches Nationalmuseum Nürnberg / Haus der Kunst, München / Bayer-AG Erholungshaus, Leverkusen / Wilhelm-Hack-Museum, Ludwigshafen a. Rhein / Neue Galerie, Kassel
- 1985: Bilder kommen aus Bildern. E. W. Nay 1902–1968. Gemälde und unveröffentlichte Schriften aus vier Jahrzehnten, Museum Haus Lange, Krefeld / Westfälischer Kunstverein, Münster / Kunstverein in Hamburg, Hamburg
- 1990/1991: Ernst Wilhelm Nay. Retrospektive, Museum Ludwig in der Josef-Haubrich-Kunsthalle, Köln / Kunsthalle Basel, Basel / Scottish National Gallery of Modern Art, Edinburgh
- 1998: Ernst Wilhelm Nay, Stedelijk Museum, Amsterdam / Gemäldegalerie Neue Meister, Dresden / Wilhelm-Lehmbruck-Museum, Duisburg
- 2002/2003: E. W. Nay. Variationen. Retrospektive zum 100. Geburtstag, Kunsthalle der Hypo-Kulturstiftung, München / Kunstmuseum Bonn, Bonn
- 2009: E. W. Nay. Bilder der 1960er Jahre, Schirn Kunsthalle, Frankfurt a. Main / Haus am Waldsee, Berlin
- 2010: Scheibenbilder, Galerie Thomas, München[57]
- 2012: Ernst Wilhelm Nay. Das Polyphone Bild. Gouachen, Aquarelle, Zeichnungen, Kunstmuseum Bonn / Museum Liner Appenzell / Mönchehaus Museum Goslar
- 2013/2014: Ernst Wilhelm Nay. Bilder, Michael Werner Kunsthandel, Köln
- 2016: NAY 1964, Aurel Scheibler, Berlin
- 2017/2018: Ernst Wilhelm Nay, Almine Rech Gallery, London
- 2018: Ernst Wilhelm Nay. 1948–1951, Jahn und Jahn, München
- 2019: Ernst Wilhelm Nay. Arbeiten auf Papier, Galerie Michael Werner, Köln
- 2022/2023: Ernst Wilhelm Nay. Retrospektive. Hamburger Kunsthalle / Museum Wiesbaden / MKM Museum Küppersmühle für Moderne Kunst, Duisburg[58]
- 2023/2024: Mythos und Massaker. Ernst Wilhelm Nay und André Masson, Sammlung Scharf-Gerstenberg, Berlin

## Werke in Museen (Auswahl)
- Stedelijk Museum, Amsterdam
- Museum Liner, Appenzell
- Kunstmuseum Basel
- Nationalgalerie Berlin
- Indiana University Art Museum, Bloomington, IN
- Kunstmuseum Bonn
- Königliche Museen der Schönen Künste, Brüssel
- Albright-Knox-Gallery, Buffalo, NY
- Busch-Reisinger Museum, Cambridge, MA
- Detroit Institute of Arts, Detroit, MI
- Folkwang Museum, Essen
- Sprengel Museum, Hannover
- Wadsworth Atheneum, Hartford, CT
- Museum Ludwig, Köln
- Tate Modern, London
- Metropolitan Museum of Art, New York
- Museum of Modern Art, New York
- Nasjonalmuseet, Oslo
- Centre Pompidou, Paris
- Musée d’art moderne de la Ville de Paris, Paris
- Saint Louis Art Museum, Saint Louis, MO
- Staatsgalerie Stuttgart
- Museum Moderner Kunst Stiftung Ludwig, Wien